# Hohenroth (Gemünden am Main)
Hohenroth ist ein Gemeindeteil der Stadt Gemünden am Main im unterfränkischen Landkreis Main-Spessart in Bayern. In dem Dorf leben 187 Einwohner.

## Geschichte
1810 wurde das Hofgut Hohenroth zusammen mit dem Zollberger Wirtshaus unter napoleonischer Herrschaft der Gemeinde Schaippach zugeordnet.
Im Jahre 1862 wurde das Bezirksamt Gemünden am Main gebildet, auf dessen Verwaltungsgebiet Hohenroth lag. 1872 wurde das Bezirksamt Gemünden ins Bezirksamt Lohr am Main eingegliedert. Erst 1902 wurde das Bezirksamt Gemünden wieder neu gebildet. 1939 wurde wie überall im Deutschen Reich die Bezeichnung Landkreis eingeführt. Hohenroth gehörte nun zum Landkreis Gemünden am Main. Mit der Auflösung des Landkreises Gemünden a-Main am 1. Juli 1972 kam Hohenroth in den neu gebildeten Landkreis Main-Spessart.

## Sonstiges
Auf dem ehemaligen Hofgut Hohenroth unterhält das SOS-Kinderdorf Deutschland seit 1978 die SOS-Dorfgemeinschaft Hohenroth für Menschen mit geistigen und Mehrfachbehinderungen.